# Hal Draper
Harold Dubinsky, més conegut com a Hal Draper, (Ciutat de Nova York, 19 de setembre de 1914 - Berkeley, 26 de gener de 1990) fou un activista polític socialista i escriptor estatunidenc, que va exercir un paper important en el Moviment de Llibertat d'Expressió de Berkeley, i ser un gran estudiós de la història i el significat del pensament de Karl Marx.
Draper va ser sempre un defensor del que anomenà "socialisme des de baix", l'autoemancipació de la classe treballadora en contra del capitalisme i la burocràcia estalinista, des dels quals defensava que es practicava la dominació des de dalt. Va ser un dels creadors de la tradició del tercer camp, una forma - la manera, d'acord amb els seus adherents - de socialisme marxista.

## Militància
Durant la seva vida fou membre de les següents organitzacions:
- Young People's Socialist League
- Socialist Workers Party
- Independent Socialist League
- Partit Socialista d'Amèrica
- Free Speech Movement
- Independent Socialist Club

També fou membre de l'editorial del periòdic: New Politics

## Obres
- Out of their own mouths: a documentary study of the new line of the Comintern on war, New York: Young People's Socialist League, Greater New York Federation, 1935
- Are you ready for war?, New York: Young People's Socialist League, 1937
- The truth about Gerald Smith: America's no. 1 fascist, San Pedro, Calif: Workers Party, Los Angeles Section, 1945
- Jim Crow in Los Angeles, Los Angeles: Workers Party, 1946
- ABC of Marxism: outline text for class and self study, Los Angeles: Workers Party, 1946
- Labor, key to a better world, Austin, Texas: Young People's Socialist League, 1950-1959?
- The two souls of socialism: socialism from below v. socialism from above, New York: Young People's Socialist League, 1963
- Joseph Weydemeyer's "Dictatorship of the proletariat", [n.p.] Labor History, 1962
- Notes on the India-China border war, EUA: s.n., 1962
- Marx and the dictatorship of the proletariat, París: ISEA, Cahiers de l'Institut de science économique appliquée #129 Série S,; Etudes de marxologie #6 1962
- Introduction to independent socialism; selected articles from Labor action, Berkeley, Independent Socialist Press 1963
- The mind of Clark Kerr, Berkeley, Independent Socialist Club 1964
- Independent socialism, a perspective for the left, Berkeley: Independent Socialist Committee, 1964 Independent Socialist Committee pamphlet #1
- Third camp; the independent socialist view of war and peace policy, Berkeley: Independent Socialist Committee, 1965 Independent Socialist Committee pamphlet #2
- Berkeley: the new student revolt, New York: Grove Press, 1965
- "The Two Souls of Socialism", New Politics, 1966
- Strike! The second battle of Berkeley: what happened and how can we win, (diversos autors) Berkeley: s.n., 1966
- The fight for independence in Vietnam, Berkeley, Independent Socialist Club 1966
- Independent socialism and war; articles, Berkeley, Independent Socialist Committee 1966 Independent socialist clippingbooks, #2
- Zionism, Israel, & the Arabs: the historical background of the Middle East tragedy, Berkeley: s.n. 1967 Independent socialist clippingbooks, #3
- The first Israel-Arab war, 1948-49, Berkeley: Independent Socialist Clippingbooks, 1967 Independent Socialist Clippingbooks Xerocopy series #X-2
- The dirt on California; agribusiness and the University, Berkeley, Independent Socialist Clubs of America, 1968
- Les beceroles dels moviments d’alliberament nacional, Marxists Internet Archive, 1968. Publicat originalment com The ABC of National Liberation Movements.
- Karl Marx & Friedrich Engels: articles in the New American cyclopaedia, Berkeley, Independent Socialist Press 1969 Independent socialist clippingbooks, #5
- The Permanent war economy, Berkeley, Independent Socialist Press 1970 Independent socialist clippingbooks, #7
- Notebook on the Paris Commune; press excerpts & notes, per Karl Marx, Berkeley, Independent Socialist Press 1971 (editor) Independent socialist clippingbooks, #8
- Writings on the Paris Commune, per Karl Marx, New York Monthly Review Press 1971 (editor)
- The Politics of Ignazio Silone: a controversy around Silone's statement "My political faith": contributions, (amb Ignazio Silone, Lucio Libertini i Irving Howe) Berkeley, Independent Socialist Press 1974 Independent socialist clippingbooks, #10
- Karl Marx's theory of revolution Vol. 1 State and bureaucracy New York Monthly Review Press 1977
- Karl Marx's theory of revolution Vol. 2 The politics of social classes New York Monthly Review Press 1978
- The complete poems of Heinrich Heine: a modern English version, per Heinrich Heine, Boston: Suhrkamp/Insel; Oxford: Oxford University Press 1982
- The annotated Communist manifesto, Berkeley: Center for Socialist History 1984
- The adventures of the Communist manifesto, Berkeley,: Center for Socialist History 1984
- The Marx-Engels register: a complete bibliography of Marx and Engels' individual writings, New York: Schocken Books, 1985
- The Marx-Engels chronicle: a day-by-day chronology of Marx and Engels' life and activity, New York: Schocken Books, 1985
- The Marx-Engels cyclopedia, New York: Schocken Books, 1985-1986
- Karl Marx's theory of revolution Vol. 3 The "Dictatorship of the Proletariat", New York Monthly Review Press 1986
- The "dictatorship of the proletariat" from Marx to Lenin, New York, Monthly Review Press, 1987
- America as overlord: from Yalta to Vietnam, Berkeley: Independent Socialist Press 1989 Draper papers, #1
- Karl Marx's theory of revolution Vol. 4 Critique of other socialisms, New York, Monthly Review Press 1990
- Socialism from below, Atlantic Highlands: Humanities Press, 1992
- War and revolution: Lenin and the myth of revolutionary defeatism, Atlantic Highlands: Humanities Press, 1996